# Trégarantec
Trégarantec (bretonisch Tregaranteg) ist eine französische Gemeinde im Département Finistère mit 628 Einwohnern (Stand 1. Januar 2022). Die Bewohner werden Trégarantécois und Trégarantécoises genannt.
Die Gemeinde erhielt 2022 die Auszeichnung „Drei Blumen“, die vom Conseil national des villes et villages fleuris (CNVVF) im Rahmen des jährlichen Wettbewerbs der blumengeschmückten Städte und Dörfer verliehen wird.

## Geografie
Trégarantec befindet sich im Nordwesten der Bretagne nur wenige Kilometer südlich der Ärmelkanalküste. An der östlichen Gemeindegrenze verläuft der Fluss Quillimadec.
Lesneven liegt 3 Kilometer nordwestlich, Brest 22 Kilometer südwestlich und Paris etwa 480 Kilometer östlich.

## Verkehr
Bei Landerneau und Brest befinden sich die nächsten Abfahrten an der Schnellstraße E 50 (Rennes-Brest) und  Regionalbahnhöfe an den Bahnlinien Brest-Rennes und Brest-Nantes.
Der Regionalflughafen Aéroport de Brest Bretagne liegt 15 km südwestlich (alle Entfernungsangaben in Luftlinie).

## Bevölkerungsentwicklung
| Jahr                       | 1962 | 1968 | 1975 | 1982 | 1990 | 1999 | 2007 | 2017 |
| Einwohner                  | 435  | 378  | 340  | 377  | 415  | 429  | 524  | 601  |
| Quellen: Cassini und INSEE |      |      |      |      |      |      |      |      |

## Sehenswürdigkeiten
- Kirche Saint-Théarnec aus dem 17. Jahrhundert